# William Higgins (tennista)
William Higgins, detto Billy (Lawton, 2 aprile 1942 – 21 gennaio 2022), è stato un tennista statunitense.

## Carriera
Attivo principalmente negli anni 1960 e i primi anni '70 ha partecipato a dieci edizioni degli US Open raggiungendo in due occasioni il terzo turno. Durante il Cincinnati Open 1965 è avanzato fino alle semifinali dove è stato sconfitto da Herb Fitzgibbon in tre set
Nell'agosto 1973, quando è stato introdotto per la prima volta il ranking elettronico, è stato classificato al 115º posto mondiale.